# Zeeland Refinery
Zeeland Refinery, voorheen Total Vlissingen, is een aardolieraffinaderij die zich bevindt te Vlissingen-Oost, gemeente Borsele in de Nederlandse provincie Zeeland.
De raffinaderij ging in productie in 1973 en heeft sindsdien tal van uitbreidingen gekend. Tegenwoordig is ze voor 55% in het bezit van Total en voor 45% in het bezit van LUKoil.
De raffinaderij beschikt over een hydrocracker, een katalytische reformer en een hydro-treating fabriek.
In de raffinaderij wordt ongeveer 7.000 kton ruwe aardolie per jaar verwerkt, alsmede 2.500 kton zware stookolie die van andere raffinaderijen afkomstig is.
De producten zijn: benzine, stookolie, straalvliegtuigbrandstof, lpg, smeeroliegrondstoffen, oplosmiddelen, kerosine, benzeen, xyleen en zwavel.